# ایلئانا پوپوویچ
ایلئانا پوپوویچ (رومانیایی: Ileana Popovici؛ زاده ۱۲ مه ۱۹۴۶) بازیگر اهل رومانی است.
از فیلم‌هایی که وی در آن‌ها نقش داشته‌است، می‌توان به تله مزدوران، میهائیل، سگ سیرک، حادثه و بازسازی اشاره نمود.